# FK Partizan Minsk
Maillots
Le Futbolny Klub Partizan Minsk, plus couramment abrégé en FK Partizan Minsk (en russe : ФК Партизан Минск) ou FK Partyzan Minsk (en biélorusse : ФК Партызан Мінск), est un ancien club biélorusse de football fondé en 2002 et disparu en 2014, et basé à Minsk, la capitale du pays.

## Historique
- 2002 : fondation du MTZ-RIPA Minsk par fusion du Traktor Minsk (fondé en 1947) et du RIPA ("Trudovye Rezervy")
- janvier 2010 : le club est renommé Partizan Minsk

## Bilan sportif

### Palmarès
| Compétitions nationales                                                                                                 |
| --- |
| - Championnat de Biélorussie : - Troisième : 2005 et 2008. - Coupe de Biélorussie (2) : - Vainqueur : 2004-05, 2007-08. |

### Bilan par saison
| Saison | Championnat | Championnat | Championnat | Championnat | Championnat | Championnat | Championnat | Championnat | Championnat | Championnat | Coupe de Biélorussie |
| Saison | Division    | Pos         | Pts         | J           | V           | N           | D           | BP          | BC          | Diff        | Coupe de Biélorussie |
| ------ | ----------- | ----------- | ----------- | ----------- | ----------- | ----------- | ----------- | ----------- | ----------- | ----------- | -------------------- |
| 2002   | 3e          | 1er         | 68          | 24          | 22          | 2           | 0           | 102         | 21          | +81         | N/A                  |
| 2003   | 2e          | 2e          | 70          | 31          | 22          | 4           | 5           | 64          | 17          | +47         | Seizièmes de finale  |
| 2004   | 1re         | 14e         | 30          | 31          | 7           | 9           | 15          | 36          | 57          | -21         | Huitièmes de finale  |
| 2005   | 1re         | 3e          | 49          | 26          | 16          | 1           | 9           | 43          | 30          | +13         | Vainqueur            |
| 2006   | 1re         | 4e          | 51          | 26          | 16          | 3           | 7           | 54          | 24          | +30         | Huitièmes de finale  |
| 2007   | 1re         | 5e          | 42          | 26          | 11          | 9           | 6           | 32          | 25          | +7          | Quarts de finale     |
| 2008   | 1re         | 3e          | 57          | 30          | 17          | 6           | 7           | 65          | 37          | +28         | Vainqueur            |
| 2009   | 1re         | 11e         | 30          | 26          | 8           | 6           | 12          | 34          | 38          | -4          | Quarts de finale     |
| 2010   | 1re         | 12e         | 23          | 33          | 5           | 8           | 20          | 24          | 70          | -46         | Quarts de finale     |
| 2011   | 2e          | 2e          | 65          | 30          | 20          | 5           | 5           | 59          | 26          | +33         | Quarts de finale     |
| 2012   | 4e Minsk    | 5e          | 22          | 14          | 6           | 4           | 4           | 17          | 17          | 0           | Huitièmes de finale  |
| 2013   | 3e          | 11e         | 22          | 24          | 5           | 7           | 12          | 26          | 46          | -20         | N/A                  |
| 2014   | 3e          | 11e         | 18          | 22          | 5           | 3           | 14          | 21          | 44          | -23         | Deuxième tour        |
| 2014   | 3e          | 11e         | 18          | 22          | 5           | 3           | 14          | 21          | 44          | -23         | Seizièmes de finale  |

Légende
- Vainqueur de la compétition
- Vice-champion ou finaliste de la compétition
- Troisième de la compétition
- Promu en division supérieure
- Relégué en division inférieure

### Bilan européen
Le club a été qualifié en Ligue Europa 2009-2010 après sa troisième place dans le championnat biélorusse. Après avoir battu le club monténégrin du FK Sutjeska Niksic au premier tour de qualification, ils se sont fait éliminer par le Metalurg Donetsk, club ukrainien (défaites 1-2 à domicile et 0-3 à l'extérieur).
Note : dans les résultats ci-dessous, le score du club est toujours donné en premier.
| Saison    | Compétition     | Tour            | Club                | Domicile | Extérieur | Total |
| --------- | --------------- | --------------- | ------------------- | -------- | --------- | ----- |
| 2005-2006 | Coupe UEFA      | Premier tour Q  | Ferencváros TC      | 1 - 2    | 2 - 0     | 3 - 2 |
| 2005-2006 | Coupe UEFA      | Deuxième tour Q | FK Teplice          | 1 - 1    | 1 - 2     | 2 - 3 |
| 2006      | Coupe Intertoto | Premier tour    | Shakhtyor Karagandy | 5 - 1    | 1 - 3     | 6 - 4 |
| 2006      | Coupe Intertoto | Deuxième tour   | FK Moscou           | 0 - 1    | 0 - 2     | 0 - 3 |
| 2008-2009 | Coupe UEFA      | Premier tour Q  | MŠK Žilina          | 2 - 2    | 0 - 1     | 2 - 3 |
| 2009-2010 | Ligue Europa    | Premier tour Q  | Sutjeska Nikšić     | 2 - 1 ap | 1 - 1     | 3 - 2 |
| 2009-2010 | Ligue Europa    | Deuxième tour Q | Metalurg Donetsk    | 1 - 2    | 0 - 3     | 1 - 5 |

Légende
- Victoire ou qualification pour le tour suivant
- Match nul
- Défaite ou élimination de la compétition

## Personnalités

### Entraîneurs
La liste suivante présente les différents entraîneurs du club.
- Valeri Kevra (2002-2003)
- Viatcheslav Akchaïev (2003-2004)
- Viktor Zernov (2004)
- Aleksandr Piskariov (juillet 2004-novembre 2004)
- Iouri Pountous (en) (2004-2006)
- Eduard Malofeev (2006-2007)
- Iouri Pountous (en) (2007-2009)
- Vladimir Gevorkian (2010)
- Vladimir Kournev (en) (2011)
- Piotr Zelkevitch (2012-2013)
- Karl Strigel (2013-2014)
- Andreï Lavrik (2014)